# Ascorhynchus
Ascorhynchus är ett släkte av havsspindlar. Ascorhynchus ingår i familjen Ammotheidae.

## Dottertaxa tillAscorhynchus, i alfabetisk ordning[1]
- Ascorhynchus abyssi
- Ascorhynchus agassizi
- Ascorhynchus antipodus
- Ascorhynchus arenicolum
- Ascorhynchus armatus
- Ascorhynchus athernum
- Ascorhynchus auchenicum
- Ascorhynchus bacescui
- Ascorhynchus birsteini
- Ascorhynchus breviscapus
- Ascorhynchus bucerus
- Ascorhynchus cactoides
- Ascorhynchus castelli
- Ascorhynchus castellioides
- Ascorhynchus colei
- Ascorhynchus comatus
- Ascorhynchus compactus
- Ascorhynchus cooki
- Ascorhynchus corderoi
- Ascorhynchus crenatus
- Ascorhynchus cryptopygius
- Ascorhynchus cuculus
- Ascorhynchus dietheus
- Ascorhynchus discrepans
- Ascorhynchus endoparasiticus
- Ascorhynchus foresti
- Ascorhynchus fragilis
- Ascorhynchus fusticulus
- Ascorhynchus glaber
- Ascorhynchus glaberrimus
- Ascorhynchus hedgpethi
- Ascorhynchus heuresis
- Ascorhynchus hippos
- Ascorhynchus horologius
- Ascorhynchus inflatus
- Ascorhynchus insularus
- Ascorhynchus ios
- Ascorhynchus japonicus
- Ascorhynchus laterospinus
- Ascorhynchus latipes
- Ascorhynchus levissimus
- Ascorhynchus levivani
- Ascorhynchus longicollis
- Ascorhynchus losinalosinskii
- Ascorhynchus mariae
- Ascorhynchus melwardi
- Ascorhynchus meteor
- Ascorhynchus miniscapus
- Ascorhynchus minutus
- Ascorhynchus okai
- Ascorhynchus ornatus
- Ascorhynchus orthorhynchus
- Ascorhynchus ovicoxa
- Ascorhynchus pararmatus
- Ascorhynchus parvituberculatus
- Ascorhynchus paxillus
- Ascorhynchus pennai
- Ascorhynchus petilus
- Ascorhynchus pilipes
- Ascorhynchus prosus
- Ascorhynchus pudicus
- Ascorhynchus pyriginospinus
- Ascorhynchus ramipes
- Ascorhynchus serratus
- Ascorhynchus seticauda
- Ascorhynchus simile
- Ascorhynchus simplex
- Ascorhynchus somaliensis
- Ascorhynchus stocki
- Ascorhynchus tenuirostris
- Ascorhynchus tuberosus
- Ascorhynchus turritus
- Ascorhynchus utinomii
- Ascorhynchus verrucosus